# Vem tror du att du är? (Sverige)
Vem tror du att du är? är en svensk produktion av det engelska TV-programmet Who Do You Think You Are?. Den svenska serien hade premiär den 24 mars 2009 på SVT1. En ny säsong sändes varje år till 2016. Programmet kom tillbaka 2021 på Kanal 5. 
I programmet får tittarna följa svenska kändisar i deras jakt på sina rötter. Under de nio säsongerna på SVT följdes en person per avsnitt, medan nylanseringen på Kanal 5 följer ett par, tre personer uppdelat på flera avsnitt, och hoppar mellan olika medverkande under samma avsnitt.

## Medverkande samt säsong och avsnitt

### Säsong 1 (6 avsnitt)
Sändes under våren 2009 med Helena Bergström, Thomas Bodström, Malin Berghagen, Suzanne Osten, Magnus Härenstam och Charlotte Perrelli.

### Säsong 2 (5 avsnitt)
Sändes under hösten 2009 med Claes Malmberg, Pia Johansson, Dogge Doggelito,  Lotta Ramel och Ulf Adelsohn

### Säsong 3 (5 avsnitt)
Sändes under hösten 2010 med Christer Sjögren, Liza Marklund, Tina Nordström, Ernst Billgren och Lotta Engberg.

### Säsong 4 (8 avsnitt)
Sändes under hösten 2011 med Lena Endre, Dregen, Måns Herngren, Caroline af Ugglas, Lill-Babs, Suzanne Reuter, Rikard Wolff och Thorsten Flinck.

### Säsong 5 (7 avsnitt)
Sändes under hösten 2012. Medverkande under säsongen var Lasse Åberg, Petra Mede, Kalle Moraeus, Siw Malmkvist, Plura, Camilla Läckberg och Mark Levengood.

### Säsong 6 (7 avsnitt)
Sändes under hösten 2013. Medverkande under säsongen var  Björn Skifs, Mia Skäringer, Peter Dalle, Alexandra Rapaport, Johannes Brost, Maud Adams och Mårten Palme.

### Säsong 7 (6 avsnitt)
Sändes under hösten 2014. Medverkande under säsongen var Örjan Ramberg, Eva Rydberg, Mikael Wiehe, Marie Richardson, Pernilla Wahlgren och Thomas Ravelli.

### Säsong 8 (6 avsnitt)
Sändes under hösten 2015. Medverkande var Tomas Ledin, Amanda Ooms, Björn Kjellman, Ebbot Lundberg, Ebba von Sydow och Leif Andrée.

### Säsong 9 (6 avsnitt)
Sändes under hösten 2016. Medverkande var Leif Mannerström, Martina Haag, Lennart Jähkel, Eva Röse, Stefan Holm och Ewa Fröling.

### Säsong 10 (8 avsnitt)
Sändes under hösten 2021 på Kanal 5. Medverkande var Felix Herngren, Linnea Henriksson, Carolina Gynning,  Johan Ulveson, Markus Aujalay och Maria Lundqvist.
Nytt i Kanal 5/Discoverys upplägg är att avsnitten är delade i korsklippta sekvenser med två-tre olika medverkande i varje avsnitt, så att varje deltagare följs under ett par veckor, i stället för att var och en har ett eget avsnitt.

### Säsong 11 (15 avsnitt)
Sändes under hösten 2022. Deltagare var Marianne Mörck, Lars Lerin, Jill Johnson, Börje Salming, Agneta Sjödin, Niklas Ekstedt, Cecilia Frode, Krister Henriksson och Petter Askergren.

### Säsong 12 (11 avsnitt)
Sändes under våren 2023. Deltagare var Carola Häggkvist, Christine Meltzer, Peter Magnusson, Björn Ferry, Ulla Skoog och Edward Blom.